# Antonio Ruiz
Antonio Ruiz Cervilla (Guadalupe, 31 luglio 1937) è un ex calciatore spagnolo, di ruolo centrocampista.

## Palmarès

### Competizioni nazionali
- Campionato spagnolo: 4

Real Madrid: 1956-1957, 1957-1958, 1960-1961, 1961-1962
- Coppa di Spagna: 1

Real Madrid: 1961-1962

### Competizioni internazionali
- Coppa dei Campioni: 4

Real Madrid: 1956-1957, 1957-1958, 1958-1959, 1959-1960
- Coppa Latina: 1

Real Madrid: 1957
- Coppa Intercontinentale: 1

Real Madrid: 1960